# Caesars Head State Park

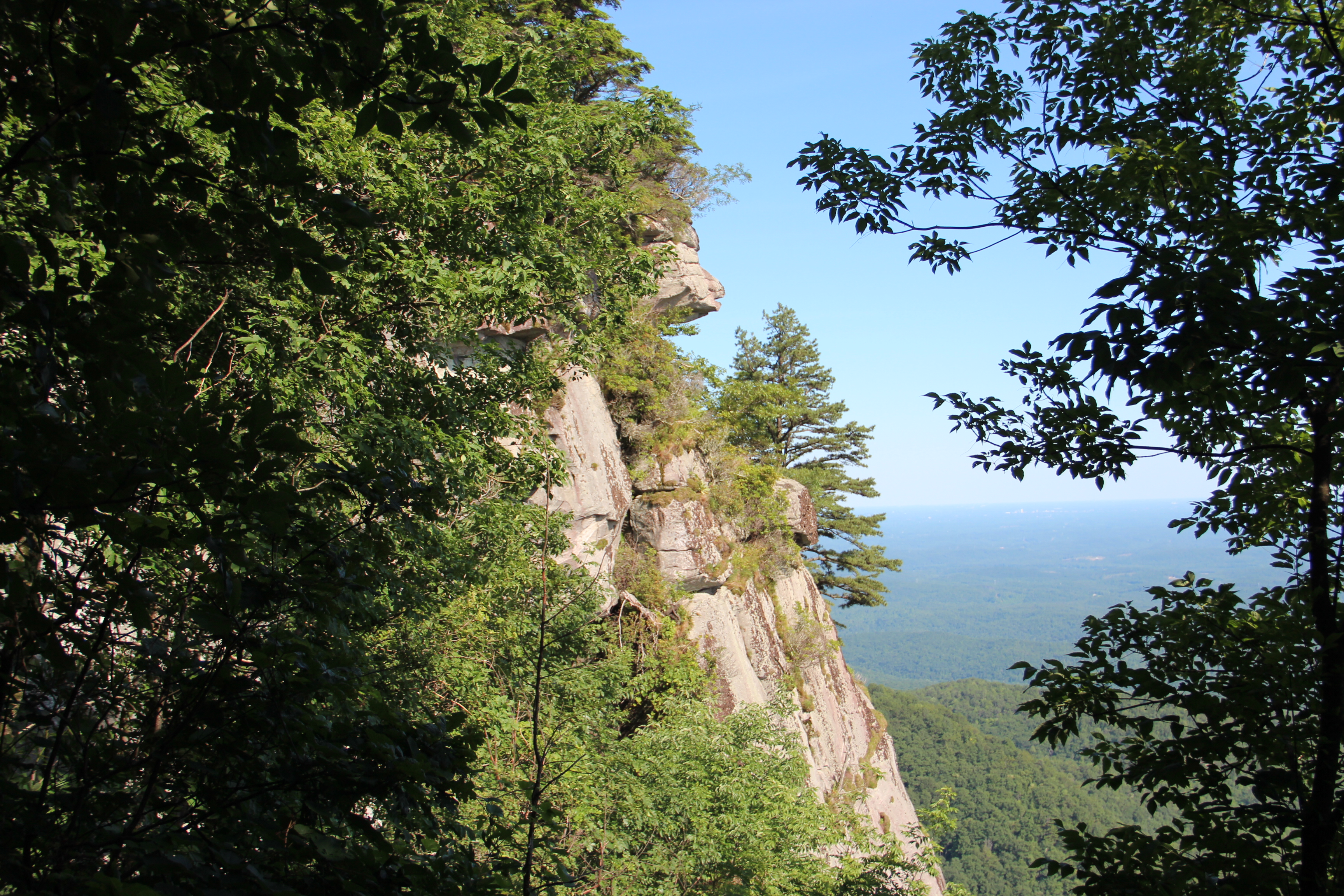
Caesars Head Felsformation

Der Caesars Head State Park ist ein 30,2 km² großer Park am Rand der Blue Ridge Mountains in Greenville County, South Carolina, USA. Die gleichnamige Felsformation ist der höchste Berg des State Parks mit 995 m (3266 Fuß).
Der State Park liegt etwa 600 m über dem darunter liegenden Piedmont. Der Ursprung des Namens „Caesars Head“ ist umstritten, doch wurde der Felsvorsprung wahrscheinlich nach dem Hund eines frühen Bergsteigers benannt.

## Geschichte
Der 7467 Hektar große Park gehörte einst den Cherokee, wurde aber 1816 an den Staat abgetreten. Mitte des 19. Jahrhunderts wurden 500 Hektar am Caesars Head von Colonel Benjamin Hagood erworben, der dort 1860 ein Hotel baute. In den 1920er Jahren wurde eine Schnellstraße gebaut. Häuser wurden gebaut und eine kleine Sommergemeinde entwickelte sich in Caesars Head.
Das South Carolina Department of Parks, Recreation & Tourism erwarb das Parkgelände zwischen 1976 und 1986 von verschiedenen Eigentümern.

## Freizeitgestaltung
Der Park ist bekannt für seinen Panoramablick auf die Berglandschaft und ist ein beliebtes Ziel für Wanderungen, Camping und Tagesausflüge. Ein beliebter Wanderweg im Park führt zu den 128 m hohen Raven Cliff Falls, die von einer Hängebrücke überquert werden. Im Park gibt es fünf weitere Wasserfälle.

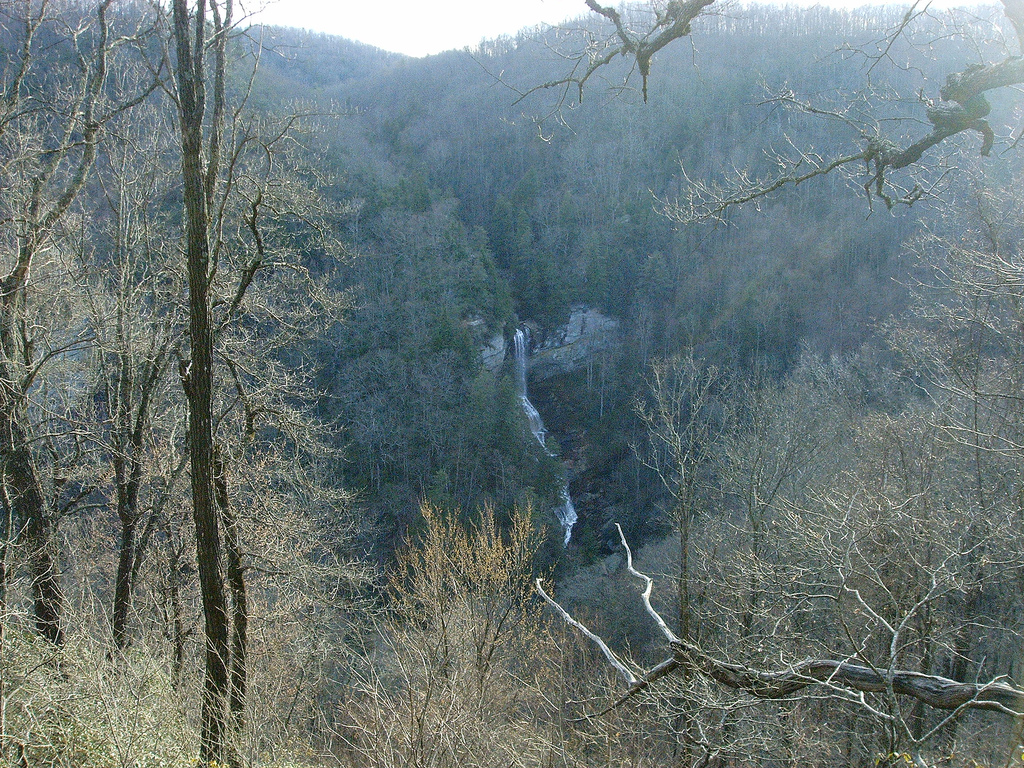
Raven Cliff Falls

Das Besucherzentrum am Hauptsitz des Parks am U.S. Highway 276 (Greer Highway) beherbergt ein Museum, in dem Fotos zur Geschichte des Parks und eine Reliefkarte des gesamten Mountain Bridge Wilderness Area ausgestellt sind.
Im Osten grenzt an den State Park der Jones Gap State Park. Beide Parks werden zusammen als Mountain Bridge Wilderness Area geführt.

## Einwohner
Das U.S. Census Bureau hat bei der Volkszählung 2020 erstmalig den Ort Caesars Head als eigenständigen Census-designated place (CDP) festgelegt und eine Einwohnerzahl von 84 ermittelt.